# 湯浅政雄
湯浅 政雄（ゆあさ まさお、1886年（明治19年）5月12日 - 1970年（昭和45年）11月1日）は、大日本帝国陸軍軍人。最終階級は陸軍少将。

## 経歴
1886年（明治19年）に群馬県で生まれた。陸軍士官学校第19期卒業。1933年（昭和8年）8月に陸軍歩兵大佐進級と同時に久留米連隊区司令官に就任し、1935年（昭和10年）に麻布連隊区司令官に転じた。1936年（昭和11年）3月8日には二・二六事件の影響で動揺していた歩兵第3連隊長に就任し、連隊内の動揺を抑え満洲に移駐した。
1937年（昭和12年）11月1日に陸軍少将に進級し、第1師団司令部附となり、1939年（昭和14年）3月9日に待命、3月22日に予備役に編入された。1945年（昭和20年）3月31日に召集され、宇都宮連隊区司令官兼宇都宮地区司令官に就任した。
1947年（昭和22年）11月28日、公職追放仮指定を受けた。